# 巴林交通

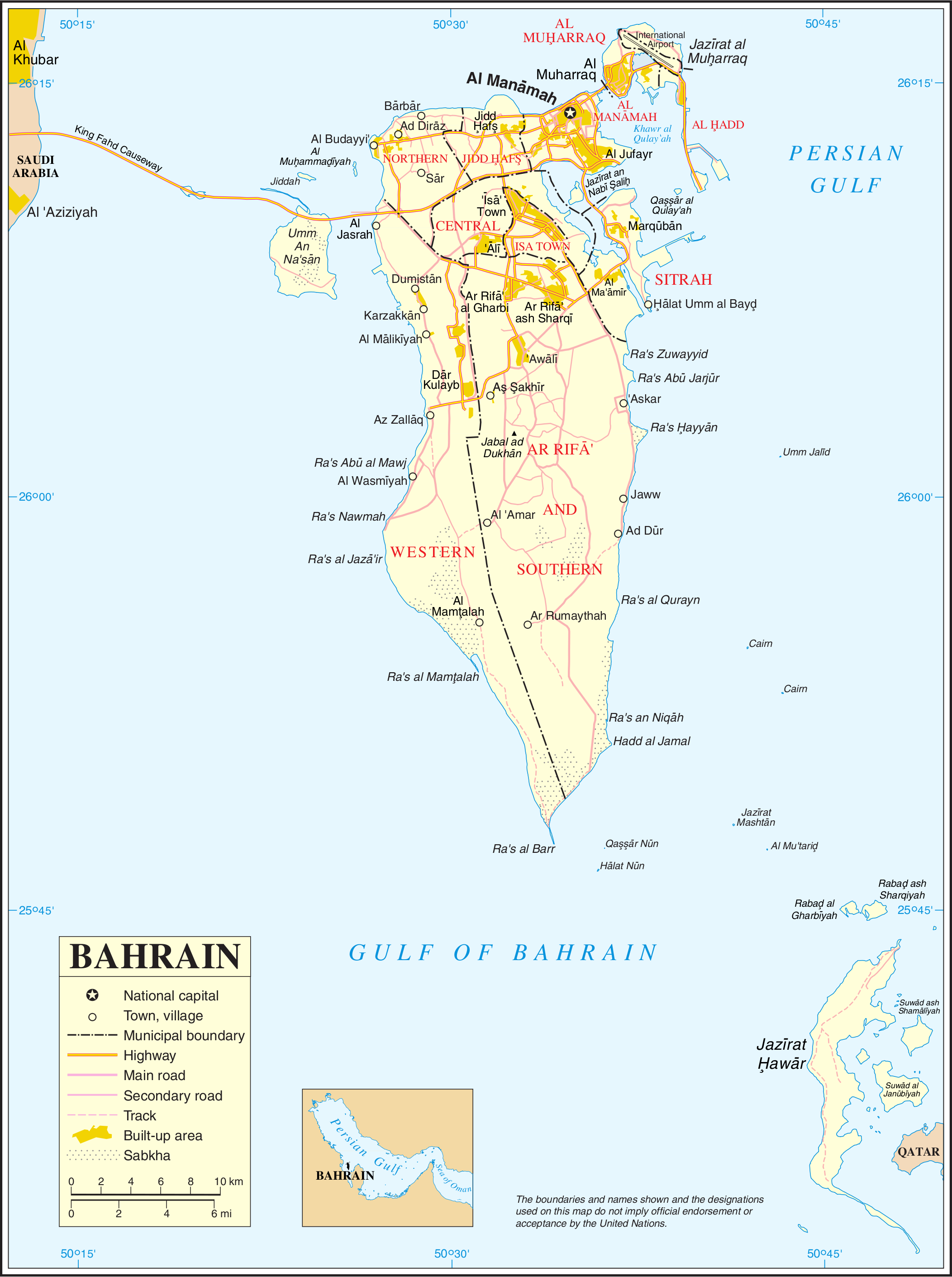
巴林交通運輸

巴林有著多樣化的交通運輸樣式，如公路、空運、海運，惟截至2015年仍無任何鐵路的建造，不過巴林國內的單軌鐵路建造計畫重新再起，可望在未來擁有第一條鐵路相關運輸。除此之外，巴林的油價是全世界最低廉的，每公升汽油僅需花費0.21美元即可購得。

## 公路
巴林的道路拓展史最早出現在麦纳麦這個古老城市，約略是第一輛汽車在1914年引進巴林的時候；到了1944年，巴林全國有395輛汽車；並在1954年進一步發展到3,379輛；1970年更成長到了18,372輛。隨著車輛數的增加，都市計畫的首要目標是增加道路路網的聯通性與道路的拓寬，並提供更多的停車位，1930年以前的舊道路逐步拓寬，藉由拆除周邊建築物而成為主幹道，最初的拓寬僅限於麦纳麦市區。
隨後一系列環狀道路的建立，城市朝向海岸線發展，土地也朝向海岸擴張，使得城市成為一個鐘型，政治中心也從原本1920年代的政府大道北移到費薩爾國王路上，這條路是巴林現在的主幹道也是條濱海公路。往東邊發展的部分則是建造連接麦纳麦與穆哈拉格兩座城市之間的跨海大橋，原先1929年建造的木造橋梁被1941年的新建橋樑所取代，兩島之間的交流在1932年－巴林国际机场開始營運後達到高峰。往南邊的道路則是連接了一些樹林、潟湖和沼澤；往西邊則是連接沙烏地阿拉伯的胡拜爾的高速公路，完工於1986年，其附近的海港城市是布代伊。
目前巴林永有的高速公路為法赫德国王大桥與將於2022年2022年世界盃足球賽前完工的巴林卡達跨海大橋
截至2010年，巴林共有4,122公里長的道路；其中3,392公里有鋪設柏油，總道路長度排名世界第157位。巴林有許多的海堤道路與主島做連結。

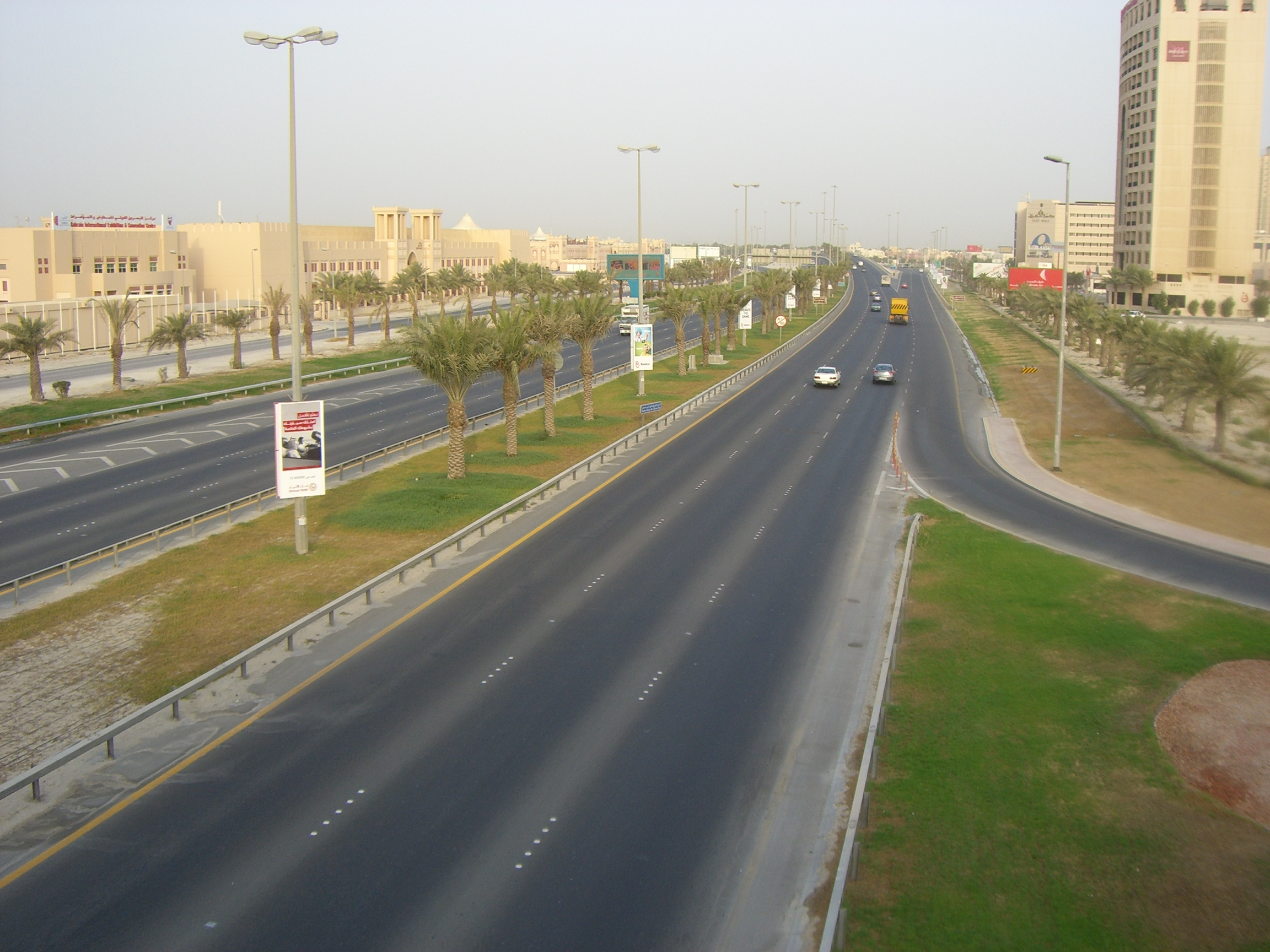
位於麦纳麦的主幹道
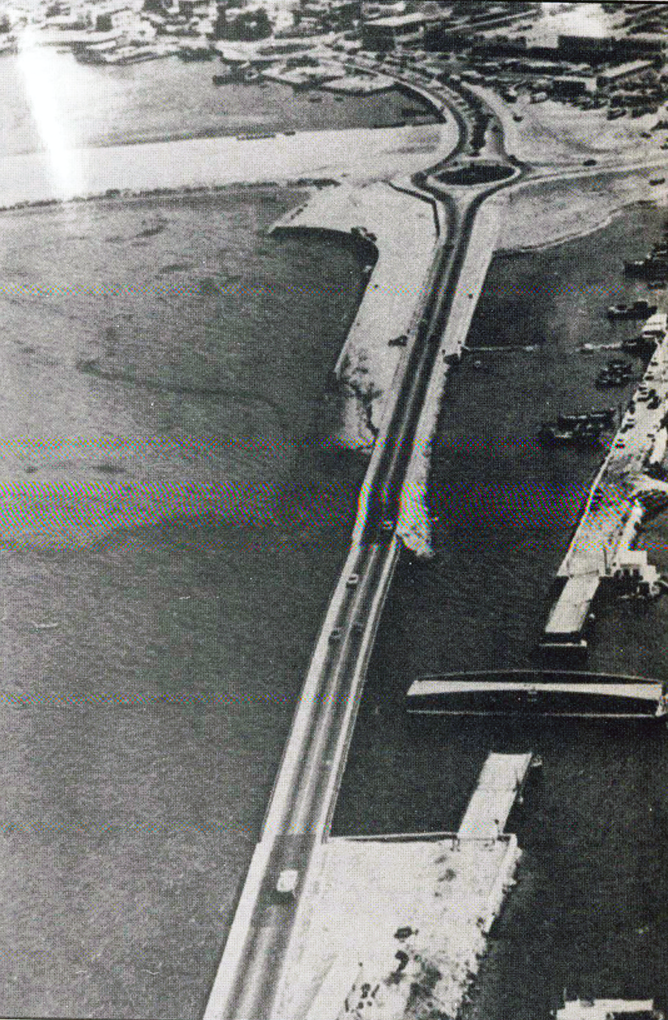
第一座連結穆哈拉格與麦纳麦的橋樑
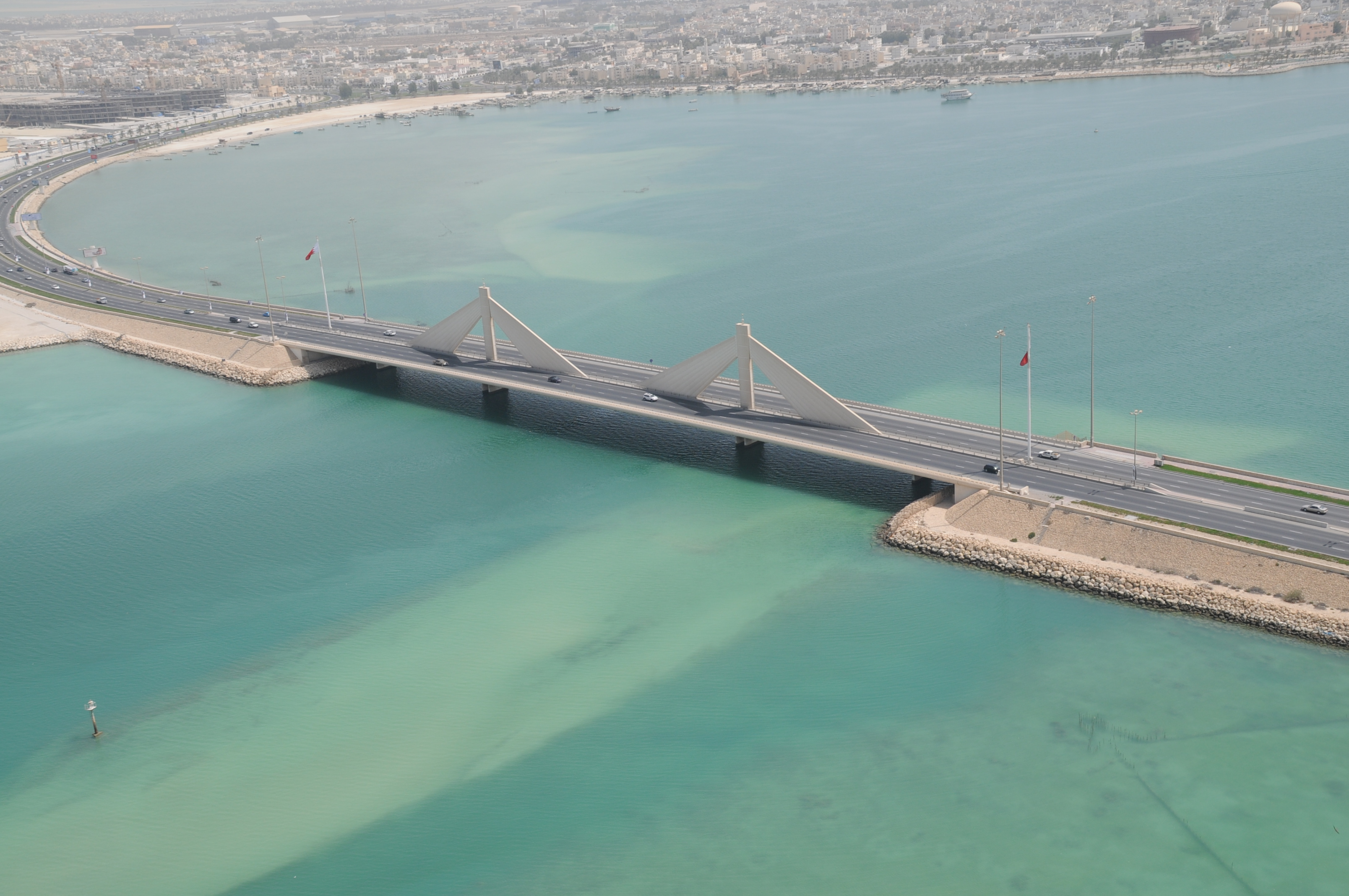
後來新建的穆哈拉格與麦纳麦間的橋樑
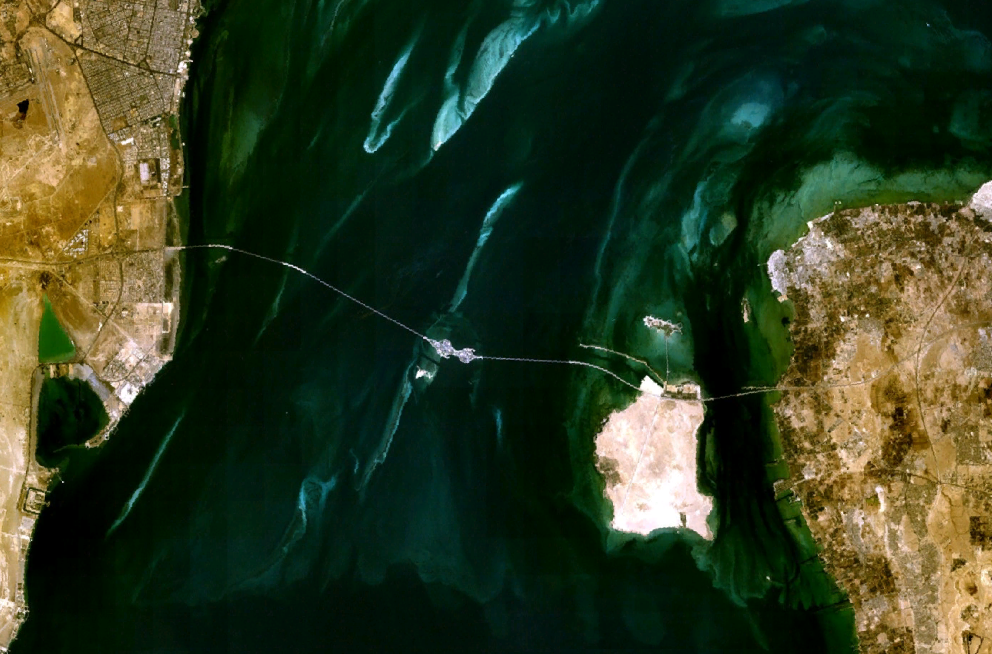
從空中俯瞰法赫德国王大桥

## 鐵路
目前巴林境內並無任何一條鐵路，不過未來將可望建造連接波斯灣周邊國家的鐵路；而巴林國內也將建造多條輕軌系統，原先的地下鐵計畫則被擱置。

### 單軌鐵路
目前巴林正在建造單軌鐵路系統，原訂於2000年代時就要建造完成，不過因為金融風暴的因素而被迫延期。

## 海運
巴林目前有三座港口，分別位於麦纳麦、米娜薩爾曼與錫特拉。

## 空運
目前巴林共有兩座機場，包括跑道長3,962公尺的巴林国际机场與跑道3,780公尺長的伊薩空軍基地。

## 管路運輸
目前巴林有油管54公里長；與天然氣管20公里長。

## 外部連結
- 《世界概况》上有关巴林的条目